# Кубок из Ринглмира

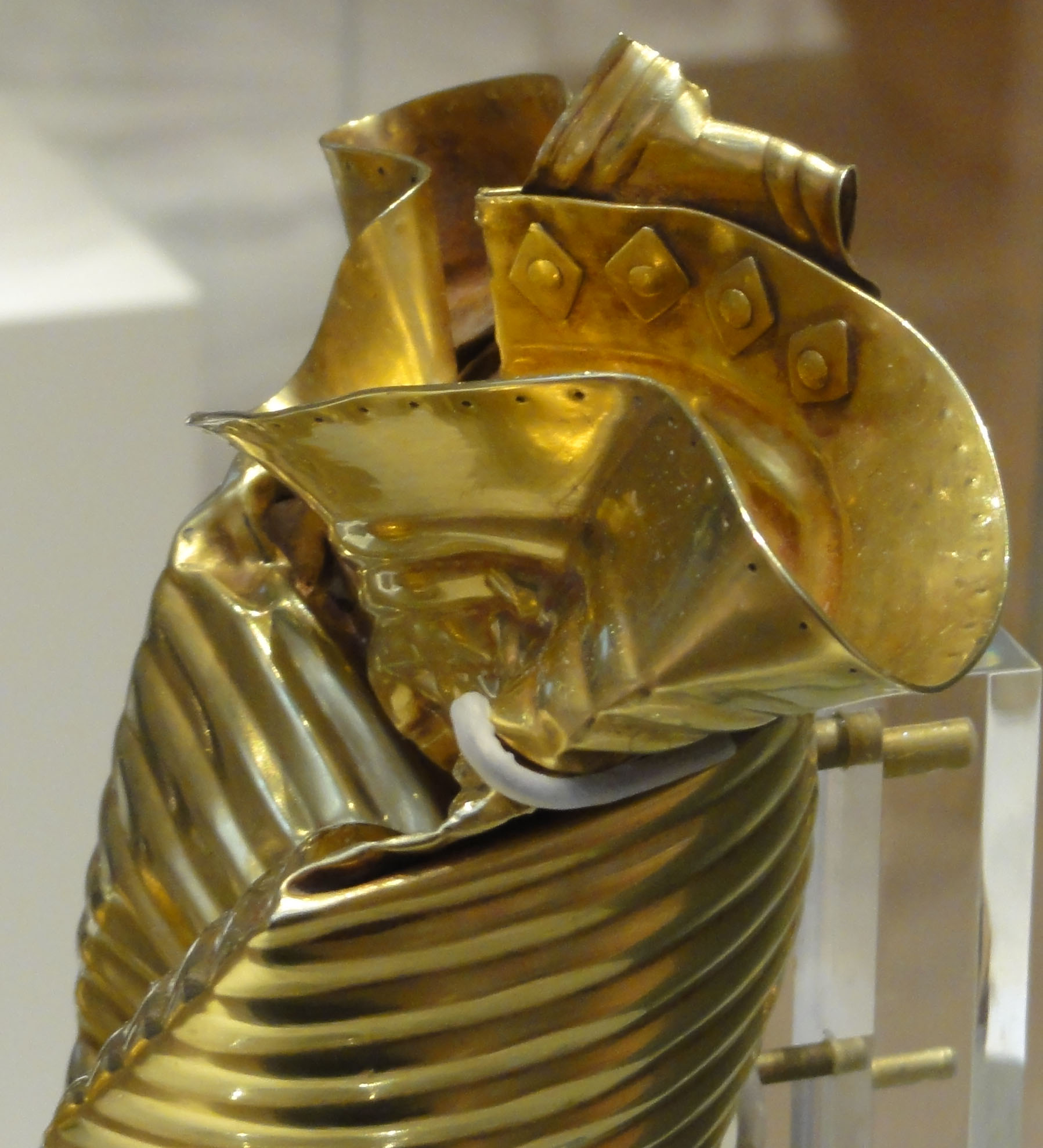
Вид сбоку: заклёпки и украшение для губ пуантильи.

Золотой кубок из Ринглмира — гофрированный золотой сосуд эпохи бронзового века, обнаруженный в кургане на территории фермы Ринглмир около Сэндвича в британском графстве Кент в ноябре 2001 г. Автор находки — археолог-любитель Клифф Брэдшоу (Cliff Bradshaw), исследовавший местность при помощи металлодетектора. Хотя кубок был сильно повреждён в результате удара плуга, видно, что его изначальная высота составляла 14 см. Кубок напоминает керамические кубки позднего неолита культуры шнуровой керамики, однако относится к значительно более позднему периоду. В Европе обнаружено всего 5 подобных кубков (например, кубок из Риллатона, обнаруженный в Корнуолле в 1837 году). Все эти находки датируются периодом между 1700—1500 гг. до н. э.
Предполагается, что кубок не являлся погребальным даром, но относился к вотивным приношениям, не связанным с захоронениями, и был помещён в курган около 1700—1500 гг. до н. э. Современных этому периоду захоронений вблизи находки не обнаружено, однако было найдено несколько более поздних захоронений эпохи железного века, а также англосаксонское кладбище.
Кубок был приобретён Британским музеем за 270 тыс. фунтов стерлингов. Деньги разделили между собой Брэдшоу, который нашёл кубок, и семья Смит, владельцы фермы Ринглмир. В месте обнаружения кубка были проведены дополнительные раскопки, в результате которых был обнаружен погребальный комплекс раннего бронзового века (около 2300 г. до н. э.).